# モリアーナ
モリアーナ（欧字名:Moryana、2020年3月2日 - ）は、日本の競走馬。2023年の紫苑ステークスの勝ち馬である。
馬名の意味は、スラブの伝承に登場する風の女神。名付け親は歌手で元さくら学院の武藤彩未（自身の父親が調教師の武藤善則で、同馬の主戦騎手を務めた武藤雅は弟にあたる）。

## 経歴

### デビュー前
2020年3月2日、北海道安平町のノーザンファームで誕生。同年のセレクトセール当歳市場にて高橋文男により3300万円（税別）で落札された。その後、美浦・武藤善則厩舎に入厩した。

### 2歳（2022年）
6月5日東京芝1600mの2歳新馬戦に4番人気で出走。好位追走から直線で抜け出すと後続に3馬身差をつけデビュー戦を勝利で飾る。8月13日のコスモス賞では2番手追走から4コーナーで先頭に立つと最後はドゥアイズに2馬身差をつけ2連勝とする。12月11日の阪神ジュベナイルフィリーズでは中団追走も直線で伸びを欠いて12着に沈み、2歳シーズンを終えた。

### 3歳（2023年）
2月11日のクイーンカップでは中団後方のインで追走し、直線で外から末脚を発揮するも勝ち馬ハーパーからクビ＋ハナ差届かず3着となった。その後、4月9日に行われる桜花賞に出走登録を行うも除外対象となり、4月8日のニュージーランドトロフィーに出走したが終始外目を回されて4着に終わる。5月7日のNHKマイルカップでは鞍上を横山典弘にチェンジし、中団のやや後ろから追い上げてくるも6着に敗れた。
秋に入り、この年からGIIに昇格した第8回紫苑ステークスに出走。単勝のオッズは6.6倍で4番人気となる。鞍上は引き続き横山典弘であった。レースでは道中後方追走から直線入口でも後方の位置をとったものの、最終直線で馬群を割って伸び、先に抜け出したヒップホップソウルを半馬身差差し切って重賞初制覇を果たした。横山は2021年のレパードステークスを制した柴田善臣が持っていたJRA重賞最年長勝利記録を55歳6ヶ月と更新した。10月15日に行われた秋華賞では道中は後方で脚を溜め、直線で懸命に追い上げてきたがリバティアイランドの5着に敗れ、3歳シーズンを終える。

### 4歳（2024年）
1月21日のアメリカジョッキークラブカップで始動。レースでは不良馬場の中、最後方追走から最後の直線で追い込んでくるも4着であった。続く阪神牝馬ステークスでは後方からしぶとく脚を伸ばして3着と好走したが、5月12日のヴィクトリアマイルでは後方追走も直線で伸びを欠いて7着に終わった。その後、クイーンステークスは12着、府中牝馬ステークスは8着と精彩を欠き、11月10日に行われたエリザベス女王杯で14着と大敗したのを最後に現役を引退。11月14日付けで競走馬登録を抹消され、生まれ故郷のノーザンファームで繁殖牝馬となる。

## 競走成績
以下の内容は、JBISサーチおよびnetkeiba.comに基づく。
| 競走日     | 競馬場 | 競走名           | 格   | 距離（馬場）  | 頭 数 | 枠 番 | 馬 番 | オッズ （人気） | 着順 | タイム （上り3F） | 着差 | 騎手      | 斤量 [kg] | 1着馬（2着馬）         | 馬体重 [kg] |
| ---------- | ------ | ---------------- | ---- | ------------- | ----- | ----- | ----- | --------------- | ---- | ----------------- | ---- | --------- | --------- | ---------------------- | ----------- |
| 2022.06.05 | 東京   | 2歳新馬          |      | 芝1600m（良） | 12    | 5     | 5     | 006.40（4人）   | 01着 | R1:36.9（33.0）   | -0.5 | 0武藤雅   | 54        | （エンジェリックアイ） | 460         |
| 0000.08.13 | 札幌   | コスモス賞       | OP   | 芝1800m（良） | 9     | 8     | 8     | 002.30（1人）   | 01着 | R1:50.0（36.1）   | -0.3 | 0武藤雅   | 54        | （ドゥアイズ）         | 462         |
| 0000.12.11 | 阪神   | 阪神JF           | GI   | 芝1600m（良） | 18    | 3     | 5     | 006.40（2人）   | 12着 | R1:34.8（37.3）   | -1.7 | 0武藤雅   | 54        | リバティアイランド     | 476         |
| 2023.02.11 | 東京   | クイーンC        | GIII | 芝1600m（稍） | 16    | 2     | 3     | 004.70（3人）   | 03着 | R1:33.1（34.0）   | -0.0 | 0武藤雅   | 54        | ハーパー               | 474         |
| 0000.04.08 | 中山   | NZT              | GII  | 芝1600m（稍） | 16    | 7     | 14    | 008.00（3人）   | 04着 | R1:34.0（35.6）   | -0.3 | 0武藤雅   | 54        | エエヤン               | 468         |
| 0000.05.07 | 東京   | NHKマイルC       | GI   | 芝1600m（稍） | 17    | 1     | 2     | 008.00（5人）   | 06着 | R1:34.3（35.1）   | -0.5 | 0横山典弘 | 55        | シャンパンカラー       | 470         |
| 0000.09.09 | 中山   | 紫苑S            | GII  | 芝2000m（稍） | 17    | 1     | 2     | 006.60（4人）   | 01着 | R1:58.0（34.3）   | -0.1 | 0横山典弘 | 54        | （ヒップホップソウル） | 474         |
| 0000.10.15 | 京都   | 秋華賞           | GI   | 芝2000m（稍） | 18    | 4     | 8     | 029.00（7人）   | 05着 | R2:01:7（33.9）   | -0.6 | 0横山典弘 | 55        | リバティアイランド     | 478         |
| 2024.01.21 | 中山   | AJCC             | GII  | 芝2200m（不） | 12    | 3     | 3     | 007.50（4人）   | 04着 | R2:16.8（36.9）   | -0.2 | 0横山典弘 | 54        | チャックネイト         | 482         |
| 0000.04.06 | 阪神   | 阪神牝馬S        | GII  | 芝1600m（良） | 11    | 6     | 6     | 009.00（3人）   | 03着 | R1:33.3（32.9）   | -0.3 | 0横山典弘 | 56        | マスクトディーヴァ     | 482         |
| 0000.05.12 | 東京   | ヴィクトリアM    | GI   | 芝1600m（良） | 15    | 7     | 13    | 019.30（6人）   | 07着 | R1:32.3（33.8）   | -0.5 | 0横山典弘 | 56        | テンハッピーローズ     | 488         |
| 0000.07.28 | 札幌   | クイーンS        | GIII | 芝1800m（稍） | 14    | 8     | 14    | 013.40（8人）   | 12着 | R1:48.1（35.1）   | -0.7 | 0武藤雅   | 57        | コガネノソラ           | 488         |
| 0000.10.14 | 東京   | 府中牝馬S        | GII  | 芝1800m（良） | 15    | 3     | 4     | 008.60（3人）   | 08着 | R1:45.5（33.3）   | -0.8 | 0岩田康誠 | 55        | ブレイディヴェーグ     | 482         |
| 0000.11.10 | 京都   | エリザベス女王杯 | GI   | 芝2200m（良） | 17    | 3     | 5     | 030.10（9人）   | 14着 | R2:12.4（34.4）   | -1.3 | 0岩田康誠 | 56        | スタニングローズ       | 482         |

## 血統表
| モリアーナの血統              | モリアーナの血統 | モリアーナの血統 | （血統表の出典） | （血統表の出典）    |
| 父系                          | ロベルト系 | ロベルト系 | ロベルト系 |                     |
| 父 エピファネイア 2010 鹿毛   | 父の父シンボリクリスエス 1999 黒鹿毛                                                                                   | Kris S. | Roberto | Roberto             |
| 父 エピファネイア 2010 鹿毛   | 父の父シンボリクリスエス 1999 黒鹿毛                                                                                   | Kris S. | Sharp Queen |                     |
| 父 エピファネイア 2010 鹿毛   | 父の父シンボリクリスエス 1999 黒鹿毛                                                                                   | Tee Kay | Gold Meridian | Gold Meridian       |
| 父 エピファネイア 2010 鹿毛   | 父の父シンボリクリスエス 1999 黒鹿毛                                                                                   | Tee Kay | Tri Argo |                     |
| 父 エピファネイア 2010 鹿毛   | 父の母シーザリオ 2002 青毛                                                                                             | スペシャルウィーク | *サンデーサイレンス | *サンデーサイレンス |
| 父 エピファネイア 2010 鹿毛   | 父の母シーザリオ 2002 青毛                                                                                             | スペシャルウィーク | キャンペンガール |                     |
| 父 エピファネイア 2010 鹿毛   | 父の母シーザリオ 2002 青毛                                                                                             | *キロフプリミエール | Sadler's Wells | Sadler's Wells      |
| 父 エピファネイア 2010 鹿毛   | 父の母シーザリオ 2002 青毛                                                                                             | *キロフプリミエール | Querida |                     |
| 母 ガルデルスリール 2011 鹿毛 | 母の父ダイワメジャー 2001 栗毛                                                                                         | *サンデーサイレンス | Halo | Halo                |
| 母 ガルデルスリール 2011 鹿毛 | 母の父ダイワメジャー 2001 栗毛                                                                                         | *サンデーサイレンス | Wishing Well |                     |
| 母 ガルデルスリール 2011 鹿毛 | 母の父ダイワメジャー 2001 栗毛                                                                                         | スカーレットブーケ | *ノーザンテースト | *ノーザンテースト   |
| 母 ガルデルスリール 2011 鹿毛 | 母の父ダイワメジャー 2001 栗毛                                                                                         | スカーレットブーケ | スカーレットインク |                     |
| 母 ガルデルスリール 2011 鹿毛 | 母の母*バシマー 2003 黒鹿毛                                                                                            | Grand Lodge | Chief's Crown | Chief's Crown       |
| 母 ガルデルスリール 2011 鹿毛 | 母の母*バシマー 2003 黒鹿毛                                                                                            | Grand Lodge | La Papagena |                     |
| 母 ガルデルスリール 2011 鹿毛 | 母の母*バシマー 2003 黒鹿毛                                                                                            | Bella Vitessa | Thatching | Thatching           |
| 母 ガルデルスリール 2011 鹿毛 | 母の母*バシマー 2003 黒鹿毛                                                                                            | Bella Vitessa | Burghclere |                     |
| 母系(F-No.)                   | (FN:2-f) | (FN:2-f) | (FN:2-f) |                     |
| 5代内の近親交配               | - サンデーサイレンス：4×3＝18.75％ - Hail to Reason：5×5＝6.25％ - Northern Dancer：5×5＝6.25％ - Habitat：5×5＝6.25％ | - サンデーサイレンス：4×3＝18.75％ - Hail to Reason：5×5＝6.25％ - Northern Dancer：5×5＝6.25％ - Habitat：5×5＝6.25％ | - サンデーサイレンス：4×3＝18.75％ - Hail to Reason：5×5＝6.25％ - Northern Dancer：5×5＝6.25％ - Habitat：5×5＝6.25％ |                     |
| 出典                          | 1. | 1. | 1. | 1.                  |

- 5代母Highclereは1974年仏オークス、英1000ギニー優勝馬。
- 3代母Bella Vitessaの半姉に1995年アラルポカル勝ち馬のウインドインハーヘアが、その産駒にブラックタイドとディープインパクトの兄弟がいる。